# Aboim da Nóbrega
Aboim da Nóbrega é uma povoação portuguesa do Município de Vila Verde que foi sede da Freguesia de Aboim da Nóbrega, freguesia que tinha 11,73 km² de área e 987 habitantes (2011), tendo, por isso, uma densidade populacional de 84 h/km². Até 1853 foi sede de concelho.
A Freguesia de Aboim da Nóbrega foi extinta (agregada) em 2013, no âmbito de uma reforma administrativa nacional, para, em conjunto com Gondomar, formar uma nova freguesia denominada Freguesia de Aboim da Nóbrega e Gondomar.

## História
Com base num documento do Liber Fidei, a primeira referência a um comendador em Portugal data de 1146 e reporta-se a Aboim da Nóbrega, trata-se da Comenda de Aboim da Ordem do Hospital.
Foi cabeça do couto de Aboim da Nóbrega, detido pela Ordem do Hospital de São João de Jerusalém, de Rodes e de Malta, ou, simplesmente, Ordem de Malta como é hoje mais conhecida, até ao início do século XIX. Este era constituído pelas freguesias da sede e de Ermida. Tinha, em 1801, 935 habitantes.
Após a extinção dos coutos passou a sede de concelho, era constituído pelas freguesias de Aboim da Nóbrega, Azias, Barros, Codeceda, Covas, Entre Ambos-os-Rios, Ermida, Grovelas, Penascais e Valões. Tinha, em 1849, 4 126 habitantes.
Foi sede do antigo concelho de Aboim da Nóbrega, extinto por decreto de 31 de Dezembro de 1853, passando a fazer parte do concelho de Pico de Regalados, extinto igualmente por decreto de 24 de Outubro de 1855, sendo incorporado no actual concelho e comarca de Vila Verde.
Aqui nasceu o fidalgo João Peres de Aboim, que era mordomo-mor de D. Afonso III, tenente de Ponte de Lima em 1259, e de Évora ou do Alentejo de 1270 até 1284 e trovador.

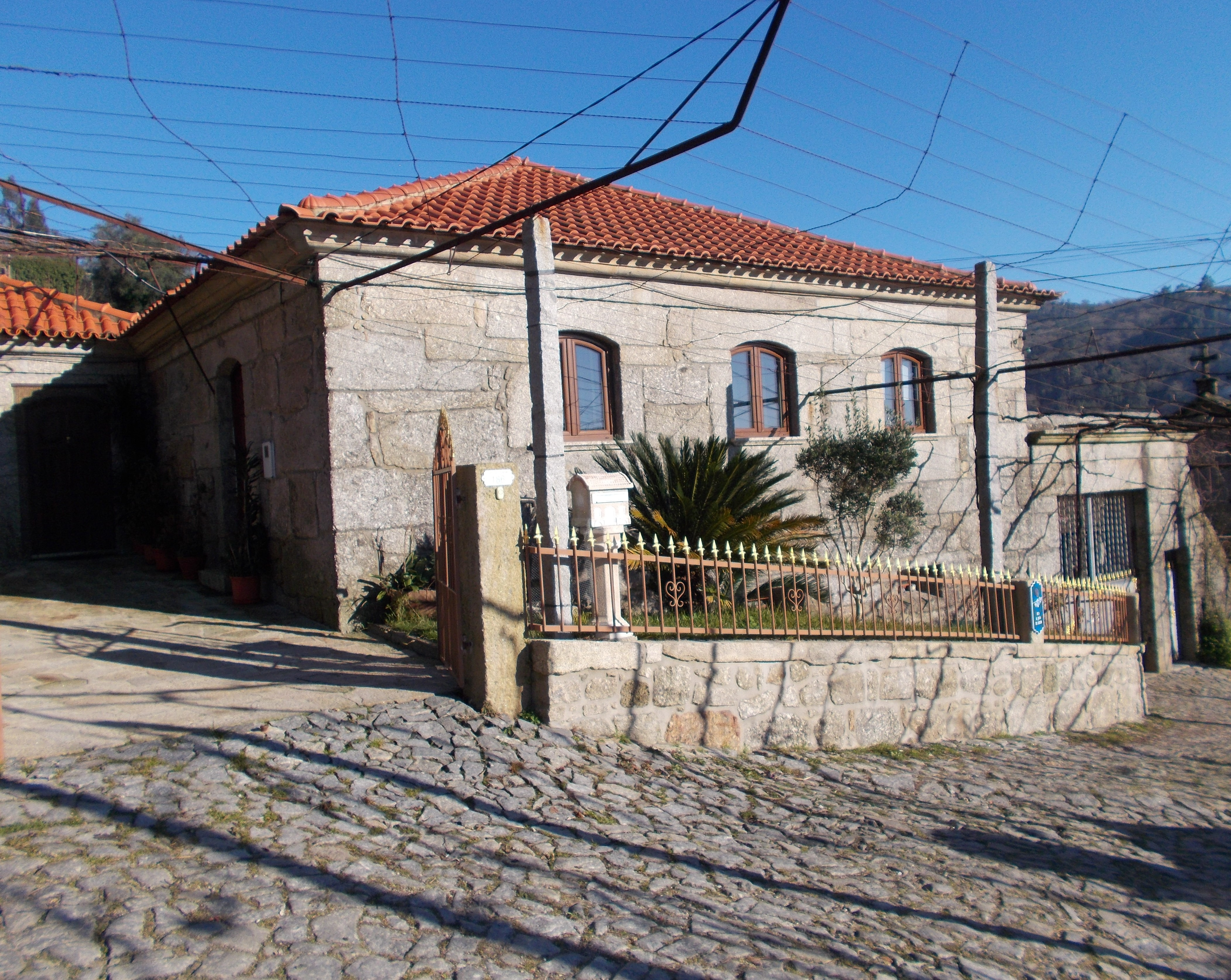
Casa dita de João Aboim

## Património
- Igreja Paroquial de Aboim ou Igreja de Nossa Senhora da Assunção.;
- Casa dita de João Peres de Aboim
- Capela de São João de Padronelo;
- Capela de São Sebastião;
- Capela de São Simão.

## Cultura
- Ecomuseu de Aboim da Nóbrega

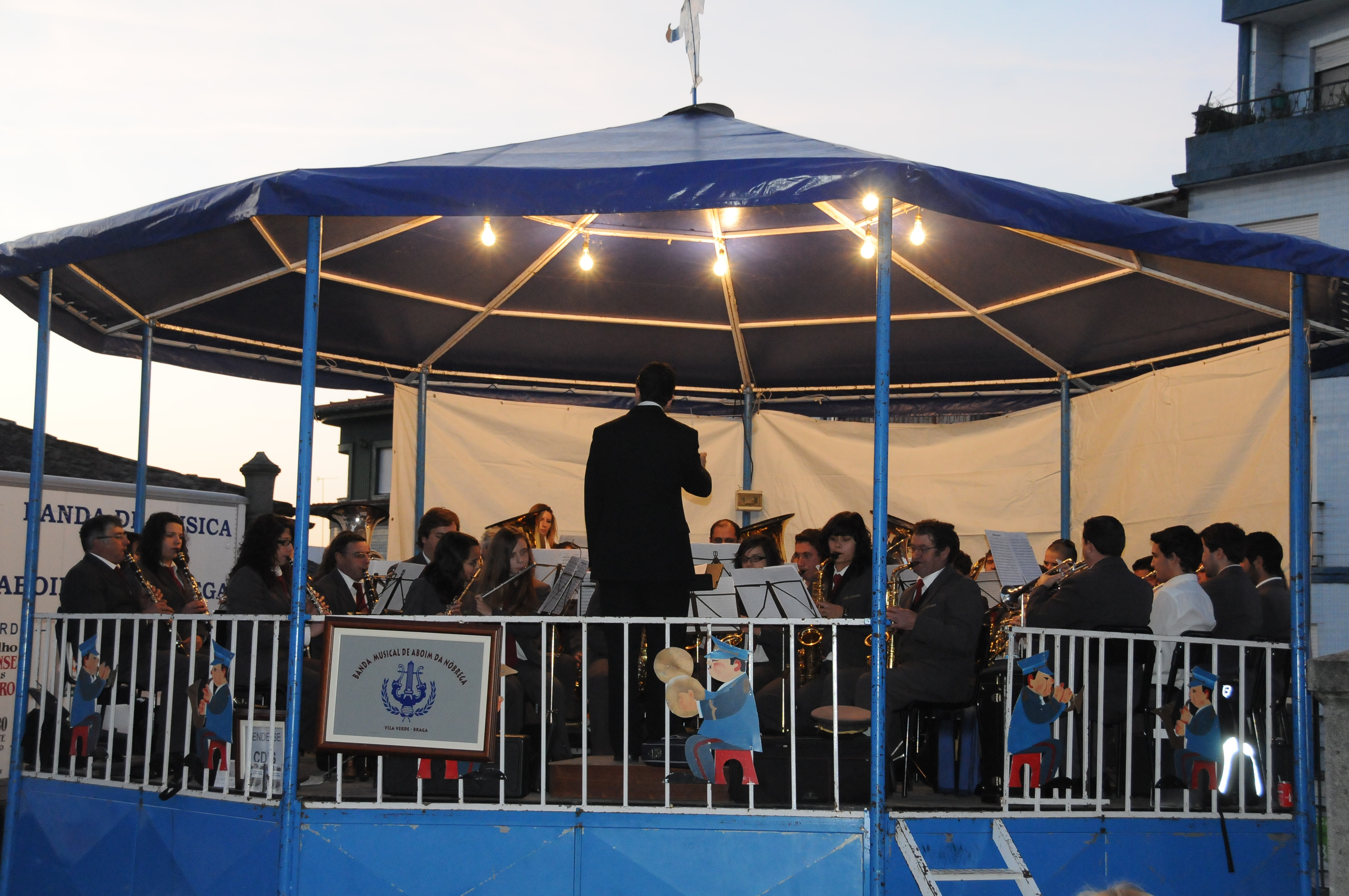
Banda Musical de Aboim da Nóbrega em São Vicente, Braga

- Banda de Música de Aboím da Nóbrega[7]

## Lugares
Acima do Eido, Bacelo, Bemposta, Barges, Cabo, Casais de Vide, Casaleixo, Costa, Coutinho, Igreja, Fonte, Fonte de Muilhe, Gandarela, Lomba, Martinga, Monte, Nogueira, Outeiro, Paço-Juz, Paio Calvo, Pena, Pequenina, Picão, Ponte, Póvoa Dura, Quentão, Real, Rendufe, Roçadas, Serdeiras, São Simão, Sá, Souto, Terreiro, Tojal, Tomadinha, Torre, Vale, Varges e Veiga.